# Samuel Sheffield Snow
Samuel Sheffield Snow (1806–1890) szkeptikussá vált millerita prédikátor, akinek számításai szerint Krisztus visszatértének 1844. október 22-én kellett volna bekövetkeznie. Tanítása indította be a „hetedik hónap mozgalmat”, amely az úgynevezett Nagy Kiábránduláshoz vezetett, miután a várakozásokkal ellentétben Jézus visszatérése nem történt meg.

## Életrajz

### Millerizmus
35 éves koráig Snow „szilárdan nem hitt a Bibliában”, még a fogadalomszerűen ateista Boston Investigator című lap ügynökeként is dolgozott. 1839-ben William Miller egy előadásának lejegyzett példányát olvasva lett kereszténnyé.
Megtérését követően a Kongregacionalista Egyházhoz csatlakozott, 1840-ben. 1842-ben, egy East Kingston-i (New Hampshire) millerita tábori találkozón a milleri üzenet teljes idejű prédikátorává vált.

## Lásd még
- Adventizmus
- Nagy Kiábrándulás